# Physalaemus feioi
Physalaemus feioi es una especie de anfibio anuro de la familia Leptodactylidae.

## Distribución geográfica
Esta especie es endémica del sureste de Brasil. Se encuentra en la Serra da Mantiqueira en los estados de Minas Gerais y São Paulo.

## Etimología
Esta especie lleva el nombre en honor a Renato Neves Feio.

## Publicación original
- Cassini, Cruz & Caramaschi, 2010: Taxonomic review of Physalaemus olfersii (Lichtenstein & Martens, 1856) with revalidation of Physalaemus lateristriga (Steindachner, 1864) and description of two new related species (Anura: Leiuperidae). Zootaxa, n.º 2491, p. 1-33.[3]